# Aïn El Orak
Aïn El Orak (em árabe: عين العراك) é um município localizado na província de El Bayadh, Argélia. Segundo o censo de 2008, a população total da cidade era de 1 424 habitantes.